# Noel Kaseke
Noel Kaseke (ur. 24 grudnia 1980 w Bulawayo) – zimbabwejski piłkarz grający na pozycji defensywnego pomocnika.
Od 2013 roku jest zawodnikiem klubu Al-Szaab SC.

## Kariera klubowa
Karierę piłkarską Kaseke rozpoczął w klubie Highlanders Bulawayo. W 1999 roku awansował do kadry pierwszego zespołu i w sezonie 1999/2000 zadebiutował w nim w zimbabwejskiej Premier League. W latach 2000–2002 trzykrotnie z rzędu został z Highlanders mistrzem Zimbabwe. Wraz z Highlanders zdobył też Puchar Zimbabwe w 2001 roku i Puchar Niepodległości Zimbabwe w 2001 i 2002 roku. W 2002 roku Kaseke odszedł do albańskiego Erzeni Shijak, ale w 2003 roku wrócił do Highlanders. Następnie na sezon 2003/2004 przeszedł do indyjskiego klubu Mohun Bagan AC.
W 2004 roku Kaseke trafił na Cypr. Jego pierwszym klubem w tym kraju był Enosis Neon Paralimni. Występował w nim do końca sezonu 2006/2007. Następnie podpisał kontrakt z Omonią Nikozja. W 2010 roku został z Omonią mistrzem Cypru, a następnie w tym samym roku zdobył z nią Superpuchar Cypru. W 2011 roku wygrał Puchar Cypru. W 2012 roku przeszedł do Alki Larnaka, a w 2013 - do Al-Szaab SC.
| Sezon   | Klub                 | Kraj                         | Rozgrywki                 | Mecze | Bramki |
| ------- | -------------------- | ---------------------------- | ------------------------- | ----- | ------ |
| 1999/00 | Highlanders Bulawayo | Zimbabwe                     | Premier League            | 9     | 1      |
| 2000    | Highlanders Bulawayo | Zimbabwe                     | Premier League            | 30    | 4      |
| 2001    | Highlanders Bulawayo | Zimbabwe                     | Premier League            | 36    | 8      |
| 2002    | Highlanders Bulawayo | Zimbabwe                     | Premier League            | 26    | 3      |
| 2002/03 | Erzeni Shijak        | Albania                      | Kategoria Superiore       | 22    | 4      |
| 2003    | Highlanders Bulawayo | Zimbabwe                     | Premier League            | 4     | 0      |
| 2003/04 | Mohun Bagan AC       | Indie                        | I-League                  | 12    | 5      |
| 2004/05 | EN Paralimni         | Cypr                         | Protathlima A’ Kategorias | 25    | 2      |
| 2005/06 | EN Paralimni         | Cypr                         | Protathlima A’ Kategorias | 25    | 1      |
| 2006/07 | EN Paralimni         | Cypr                         | Protathlima A’ Kategorias | 23    | 1      |
| 2007/08 | Omonia Nikozja       | Cypr                         | Protathlima A’ Kategorias | 26    | 1      |
| 2008/09 | Omonia Nikozja       | Cypr                         | Protathlima A’ Kategorias | 25    | 0      |
| 2009/10 | Omonia Nikozja       | Cypr                         | Protathlima A’ Kategorias | 26    | 1      |
| 2010/11 | Omonia Nikozja       | Cypr                         | Protathlima A’ Kategorias | 14    | 1      |
| 2011/12 | Omonia Nikozja       | Cypr                         | Protathlima A’ Kategorias | 27    | 1      |
| 2012/13 | Alki Larnaka         | Cypr                         | Protathlima A’ Kategorias | 15    | 0      |
| 2012/13 | Al-Szaab SC          | Zjednoczone Emiraty Arabskie | UAE League                |       |        |

## Kariera reprezentacyjna
W reprezentacji Zimbabwe Kaseke zadebiutował w 2007 roku.